# Parasmittina alaskensis
Parasmittina alaskensis är en mossdjursart som beskrevs av Osburn 1952. Parasmittina alaskensis ingår i släktet Parasmittina och familjen Smittinidae. Inga underarter finns listade i Catalogue of Life.